# Bembecia psoraleae
Bembecia psoraleae is een vlinder uit de familie wespvlinders (Sesiidae), onderfamilie Sesiinae.
Bembecia psoraleae is voor het eerst wetenschappelijk beschreven door Bartsch & Bettag in 1997. De soort komt voor in het Palearctisch gebied.